# Sergi Bellver Gómez
Sergi Bellver Gómez   (Barcelona, 25 de novembre de 1971) és un escriptor i crític literari català que escriu principalment en castellà.
El seu primer recull de relats, Agua dura (2013), va tenir molt bona recepció crítica a Espanya i a Mèxic. Ha editat i prologat els llibres col·lectius Chéjov comentado (2010), Mi madre es un pez (2011; amb Juan Soto Ivars) i Madrid, Nebraska (2014). També ha prologat i anotat una nova traducció al català de La metamorfosi, de Franz Kafka (2014), i una altra al castellà de la novel·la El jugador, de Fiódor Dostoievski (2013). Ha escrit crítica literària i articles en castellà i en català al suplement Cultures del diari La Vanguardia, a revistes com Qué Leer, Tiempo o BCN Mes, i al diari digital Ctxt. Ha estat professor de narrativa i conte a l'Escola d'Escriptura de l'Ateneu Barcelonès i és un dels fundadors del moviment literari Nuevo Drama.

## Obra
Llibres de contes
- Agua dura. La Corunya: Ediciones del Viento, 2013. ISBN 978-84-15374-56-5 (castellà)

Edicions al seu càrrec
- VV.AA., Chéjov comentado. Madrid: Nevsky Prospects, 2010. ISBN 978-84-938246-0-0 (castellà)
- VV.AA., Mi madre es un pez. Barcelona: Libros del Silencio, 2011. ISBN 978-84-938531-7-4 (castellà)
- VV.AA., Madrid, Nebraska. Madrid: Bartleby, 2014. ISBN 978-84-92799-75-6 (castellà)

Pròlegs
- VV.AA., Pervertidos. Granada: Traspiés, 2011. ISBN 978-84-939505-4-5 (castellà)
- Fiódor Dostoievski, El jugador. Madrid: Nevsky Prospects, 2013. ISBN 978-84-943546-5-6 (castellà)
- Franz Kafka, La metamorfosi. Barcelona: Base, 2014. ISBN 978-84-15711-87-2